# Der demokratische Terrorist (Roman)
Der demokratische Terrorist ist ein Roman des schwedischen Autors Jan Guillou und der zweite seiner Coq Rouge-Reihe. Das schwedische Original Coq Rouge. Den demokratiske terroristen wurde 1987 erstmals beim Norstedts Förlag, Stockholm veröffentlicht, die deutsche Übersetzung von Hans-Joachim Maass erscheint seit 1990 beim Piper Verlag, aktuell (Juli 2024) allerdings nur noch als E-Book. Das Buch thematisiert den Kampf gegen die Rote Armee Fraktion (RAF), die Handlung spielt überwiegend in Deutschland.

## Handlung
Der Hamburger Verfassungsschutz erfährt durch ein abgehörtes Telefonat von der Existenz zweier RAF-Gruppen in Hamburg, die einen Anschlag in Schweden planen, zur Durchführung aber einen ehemaligen Soldaten brauchen. Genau den können die schwedischen Behörden mit ihrem Agenten „Coq Rouge“, bürgerlich Carl Hamilton, bieten. Neben seiner Elitekampfausbildung verfügt er aus seiner Vergangenheit, als er Mitglied in einer marxistisch-leninistischen Studentenbewegung war, auch über das nötige Hintergrundwissen.
Hamilton erklärt sich bereit, sich in die RAF einschleusen zu lassen. Nach kurzer Vorbereitung bei der GSG 9 in St. Augustin taucht er in die Hausbesetzerszene in der Hamburger Hafenstraße ein und begeht mit Billigung des Verfassungsschutzes einen medienwirksamen Banküberfall. Tatsächlich gelingt ihm die Kontaktaufnahme und bei einem weiteren Banküberfall gemeinsam mit dem Kommando Hanna Kunkel beweist er diesem seine Fähigkeiten. Er diskutiert mit seinen neuen Gefährten die Möglichkeiten zu einem Anschlag in Schweden. Nach dem Geiseldrama in Stockholm 1975 soll ein internationales „imperialistisches“ Ziel in der schwedischen Hauptstadt das nächste Ziel sein. Hamilton schlägt das CIA-Büro in der US-Botschaft vor und welche Waffen man dafür brauche. 
Da der Verfassungsschutz auch das zweite RAF-Kommando in Hamburg vollständig ausheben möchte, soll Hamilton die Aktion fortsetzen. Erst jetzt lernt Hamilton Horst Ludwig Hahn des RAF-Kommandos Siegfried Hausner kennen, das sich auch in Hamburg aufhält, und fliegt mit ihm und seiner Frau Barbara nach Damaskus. Dort treffen sie auf Abu Nidal und verhandeln erfolgreich über die Lieferung von RPG-18. 
Zufällig begegnet Hamilton in Damaskus der PLO-Agentin Mouna, die er von einem früheren Besuch in der Region kennt. Sie scheint ihn nicht bemerkt zu haben, doch kurz darauf werden Hamilton und das Ehepaar Hahn von der PLO entführt und verschleppt. Die PLO hält anders als Abu Nidal gar nichts davon, dass die Palästinenser mit einem Terroranschlag in Schweden in Verbindung gebracht werden. Im Verhör durch Mouna gibt sich Hamilton als Infiltrant der RAF zu erkennen. Mouna fordert von ihm, die Hahns zu töten, um das zu beweisen. Widerwillig bringt Hamilton beide um. Daraufhin wird er von Mouna übel misshandelt um sich erfolgreich als Folteropfer verkaufen und sein Überleben erklären zu können. 
Während Hamilton sich in Hamburg erholt, werden die Waffen nach Schweden geschmuggelt, und Terroristen der französischen Action directe und der belgischen CCC stoßen hinzu. Hamilton mietet eine Wohnung in Schweden als Unterschlupf und organisiert den Anschlag. Mit dem Verfassungsschutz und seinem Vorgesetzten hat er sich bereits abgesprochen. Allerdings weckt der französische Terrorist Detoureille sein Misstrauen, ist er ihm doch zu ähnlich.
Problematisch wird für Hamilton, dass er mit der Terroristin Monika ein Verhältnis begonnen hat, dennoch löst er das vereinbarte Signal aus, als sich alle RAF-Terroristen in den beiden mittlerweile bekannten Wohnungen in Hamburg befinden. Hamilton versucht noch herauszufinden, ob Detoureille ein französischer Agent ist und ihn vor dem Zugriff zu warnen. Als er sich in Monikas Beisein zu erkennen gibt, will sie Hamilton töten, sodass dieser gezwungen ist, sie niederzuschießen. Da Detoureille beim Zugriff der Grenzschützer zu seiner Waffe greift, wird auch er von der GSG 9 getötet, nur Hamilton überlebt den Einsatz.
Desillusioniert von dem Blutbad, das die GSG 9 mit seiner Hilfe angerichtet hat, fliegt Hamilton nach Hause. Das Bundesverdienstkreuz Erster Klasse in seiner Tasche bedeutet ihm nichts.
Zeitgleich mit dem Einsatz in Hamburg waren in Schweden die Schmuggler mit den Waffen festgenommen worden. Erst später wird sich herausstellen, dass es sich dabei um Beamte des DSGE und Untergebene von Detoureille handelte. Der französische Geheimdienst hatte die Action directe unterwandert und wollte die Terroristen bei der Waffenübernahme in Schweden festnehmen lassen. Die schwedischen Behörden hatte man noch nicht informiert.
Dass ein Terrorist in Deutschland entkommen ist und zwei der Waffen nicht sichergestellt werden konnten, wird die Öffentlichkeit nie erfahren.

## Hintergrund
Die Handlung spielt wiederum um den Jahreswechsel, und damit ein Jahr nach dem Vorgängerbuch und kann durch die Erwähnung der Ermordung Olof Palmes auf die Zeit ihrer Entstehung datiert werden.
Guillou nimmt sich noch einmal Zeit Hamiltons Hintergrund näher zu beleuchten. Als Sohn aus reichem und adligem Hause stand er nach seiner Schulzeit der marxistisch-leninistischen Studentenverbindung Clarté nahe. An seinem Erbe eigentlich nicht interessiert überließ er einem Freund die Verwaltung seines Erbes, der alles an der Börse investierte und dann von einem Boom profitierte. Fast schon erschrocken von seinem Vermögenszuwachs schichtete Hamilton alles in Immobilien um, nur von einem darauffolgenden Immobilienboom erneut zu profitieren. 
Wie schon im Vorgängerbuch bleibt der zumindest zeitweise dem Kommunismus nahestehende Guillou seiner kritischen Grundhaltung treu. Hamilton ist kein strahlender Held, sondern ein staatlich ausgebildeter Mörder, der von Selbstzweifeln geplagt wird. Kritik an den Boulevard-Medien (hier der Bild-Zeitung), dem schwedischen Steuersystem und generell der Arbeit westlicher Geheimdienste und Sicherheitsbehörden scheinen immer wieder durch. Letztere sind es, die im Buch einer Terrororganisation gefährliche Waffen beschaffen, von der zwei dann „verloren“ gehen. Sympathie für die vorkommenden Terrorgruppen kommt gleichwohl nicht auf.
Am Ende seiner Geschichte hängt er Hamilton einen weiteren Orden um und befördert ihn zum Kapitänleutnant. Hamilton kann endlich zum militärischen Geheimdienst wechseln, für den er ausgebildet worden war, der ihn aber aufgrund seiner politischen Vergangenheit bislang nicht haben wollte.

## Verfilmung
Pelle Berglund verfilmte das Buch 1992 mit Stellan Skarsgård in der Hauptrolle. In den Nebenrollen sind zahlreiche deutsche Schauspieler, u. a. Rolf Hoppe, Günther Maria Halmer, Ulrich Tukur und Katja Flint, zu sehen. Skarsgård hatte die Rolle bereits in der Verfilmung des ersten Buches übernommen.